# Territoire du Nebraska
1854–1867
Entités suivantes :
- Nebraska

Le territoire du Nebraska était un territoire organisé incorporé des États-Unis, établi par le Kansas-Nebraska Act de 1854. Sa capitale était Omaha. Il cessa d'exister lorsque le Nebraska fut admis dans l'Union, en 1867.

## Évolution
À l'origine, les frontières du territoire du Nebraska incluaient une grande partie du territoire acquis par la vente de la Louisiane : il s'étendait entre 40° et 49° N, et entre la ligne continentale de partage des eaux à l'ouest et les rivières White Earth et Missouri à l'est. Il comprenait donc la majeure partie du nord des Grandes Plaines et du bassin du haut Missouri.
Il fut progressivement réduit à sa taille actuelle par la création de nouveaux territoires dans les années 1860.
En 1861, le territoire du Colorado fut constitué, incluant des terres situées au sud de 41° N et à l'ouest de 102°03 W (25° à l'ouest de Washington). 
Plus tard la même année, le territoire du Dakota fut créé à partir de toutes les terres du territoire du Nebraska situées au nord de 43° N, ainsi qu'une partie du Nebraska actuel située sur les rivières Keya Paha et Niobrara (cette région revint au Nebraska en 1882). L'acte créant le Territoire du Dakota accorda également au Nebraska des terres prises aux territoires de l'Utah et de Washington, au sud-ouest du Wyoming actuel.
Et en 1863, le territoire de l'Idaho est formé à partir de toutes les terres situées à l'ouest de 104°03.

## Source
- (en) Cet article est partiellement ou en totalité issu de l’article de Wikipédia en anglais intitulé « Nebraska Territory » (voir la liste des auteurs).